# Melchior Cano
Melchior Cano (n. 6 ianuarie 1509, Tarancón⁠(d), Castilia-La Mancha, Spania – d. 30 septembrie 1560, Toledo, Castilia-La Mancha, Spania) a fost un scriitor dominican spaniol, reprezentant al Școlii din Salamanca, autor al unui tratat despre izvoarele teologiei („De locis theologicis”), publicat postum, în anul 1563.